# Diskurzus
A diskurzus jelenthet:
1. párbeszédet;
2. a francia és angol nyelvű szakirodalomban gyakran (koherens) szöveget;
3. (a kommunikatív cselekvéssel szemben) metakommunikációt mint párbeszédet a magától értetődőnek feltételezett jelentés-összefüggésekről;
4. a szemantikában több mondatból álló nyelvészeti egységet, mint amilyen a társalgás, a vita vagy az előadás.

Számos jelző kísérheti.
A diskurzuselemzés az egy beszélt nyelvközösséget alkotó emberek által használt nyelv tanulmányozását jelenti. Vizsgálja a nyelv formáját és funkcióját, beleértve a beszélt és az írott nyelvi közlést is. Azokat a nyelvi sajátosságokat nevezi meg, amelyek különböző műfajokra jellemzők, továbbá azokat a kulturális és szociális tényezőket, amelyek abban segítenek nekünk, hogy értelmezni és interpretálni tudjuk a különböző szövegtípusokat és beszédet. A szövegek elemzésének körébe tartozik a mondatokon áthúzódó témakifejtés és kohézió, míg a beszélt nyelv tanulmányozása ezeken túl koncentrálhat a fordulatokra, a társasági érintkezés nyitó és záró kereteire, valamint a narratív szerkezetre.

## Kialakulása
A diskurzuselemzés több tudományágból alakult ki, így a szociolingvisztikából, az antropológiából, a szociológiából és a szociálpszichológiából. A diskurzuselemzés többféle elméleti megközelítésen nyugszik, és számos elemzési mód/terület létezik, többek között:
- beszéd-cselekvés elmélet,
- interakciós szociolingvisztika,
- a beszéd etnográfiája,
- pragmatika,
- társalgáselemzés,
- (nyelvi) változat elemzése.

Bár ezek a megközelítések a használt nyelv más és más szempontját hangsúlyozzák, a közös bennük az, hogy a nyelvet társadalmi interakciónak tekintik.

## Diskurzus a szociológiában
A társadalomtudományban intézményesült gondolkodási módnak tekintik a diskurzust, olyan szociális határvonalnak, ami megszabja, hogy mit lehet mondani egy adott témáról. A diskurzusok mindenről befolyásolják a nézeteinket, más szóval kikerülhetetlen fogalmat és jelenséget jelentenek az élet/valóság leírásában. Például két teljesen más diskurzus folytatható a különböző gerillamozgalmakról: az egyik szabadságharcosok, a másik terroristák tevékenységének nevezi azokat. Vagyis a megválasztott diskurzus adja meg a szókincset, a kifejezéseket, sőt még a stílust is a közléshez.
A diskurzus szorosan összefügg a hatalomról és az államról szóló különböző elméletekkel, főleg azért, mert a meghatározása nem más, mint a realitás meghatározásának az eszköze.
A diskurzus társadalmi fogalmát gyakran összekapcsolják Michel Foucault francia filozófus (1926–1984) nevével.